# Momuy
Momuy település Franciaországban, Landes megyében. Lakosainak száma 482 fő (2022. január 1.). Momuy Argelos, Castaignos-Souslens, Cazalis, Hagetmau, Labastide-Chalosse, Nassiet és Saint-Cricq-Chalosse községekkel határos.

## Népesség
A település népességének változása:
| Lakosok száma | 373  | 377  | 386  | 427  | 456  | 465  | 462  | 468  | 475  | 482  |
|               | 1968 | 1982 | 1990 | 2006 | 2013 | 2015 | 2017 | 2019 | 2020 | 2022 |